# ۱۴۴۵ (قمری)
۱۴۴۵ قمری، هزار و چهارصد و چهل و پنجمین سال در گاه‌شماری هجری قمری قراردادی سالی کبیسه است.
اول محرم این سال روز چهارشنبه: ۲۸ تیر ۱۴۰۲ هجری خورشیدی (برابر با ۱۹ ژوئیه ۲۰۲۳ میلادی) است.